# 昇龍明月
昇龍明月（日语：ショウリュウムーン），是日本純種競賽馬匹。生涯活躍於一哩賽事，曾勝出鬱金香賞、京都牝馬錦標及朝日挑戰盃。

## 出賽前
2007年6月7日出生於北海道浦河町高村牧場，所有權歸於母系馬主上田亙旗下。
其後交由栗東訓練中心練馬師佐佐木晶三訓練。

## 競賽生涯

### 2歲
2009年11月22日出戰京都競馬場2歲新馬戰，維持於先頭第三、四左右的位置下在直路嘗試加速，但最終以第二落敗。
其後出戰2歲未勝利戰，於直路上的表現仍然未足夠，最終取得第三的戰績。

### 3歲
2010年2月14日出戰3歲未勝利戰，繼續採取先行戰術於第四的位置推進，進入直路後發揮不俗的表現衝出，最終以1 3/4馬位優勢取得首勝。
其後出戰三級賽鬱金香賞，賽前僅取得第九人氣。比賽開始後，其保持於約莫第七左右的位置推進，在最後彎道稍為上前進佔第五的位置。進入直路後，其繼續維持走勢在外檔位置加速衝刺，最終在終點線前追過夏威夷鳥取得首個分級賽冠軍，亦為來自兵庫縣競馬組合的騎師木村健帶來首個中央分級賽優勝。
4月按照計劃出戰櫻花賞，本次比賽採取居中差略，在第十的位置展開推進，然而於直路上未能完全加速，最終以第四完賽。
5月繼續挑戰優駿牝馬（日本橡樹大賽），然而距離適性不足下在直路大幅失速，最終以第十七大敗。
進入夏季雖然於皇后錦標中取得第五的戰績，但隨後挑戰秋華賞再度失準，以第十六的戰績大敗。
年末出戰鳴尾紀念，比賽初段維持於第二、三左右的位置下在直路稍微力弱，最終跑獲第五。

### 4歲
2011年年初，其以京都金盃作為首戰，但最終以第九大敗。
3星期後出戰京都牝馬錦標，維持於中後方位置下在直路稍為抽出望空，最終轟出優秀末腳下取勝。
然而其後於一哩戰線中挑戰未能發揮實力，在讀賣盃及維多利亞一哩賽分別以第十四及第十三落敗。
進入夏季其再度以皇后錦標作為目標，比賽途中選擇留後下於直路開始加速迫近前方，但最終仍然敗於Aventura、宇宙之神、活躍生命及寶黛大道取得第五。
入秋後改為以公開賽為目標，於港灣人工島錦標中成功以內欄強襲的姿態戰勝對手取得勝利，仙后座錦標亦可維持穩定的表現，最終取得第三。

### 5歲
2012年年初再度以京都金盃作為首戰，於中團位置起步下在直路展現不俗的末腳速度，最終以第四完賽。
其後出戰京都牝馬錦標，本次比賽仍然處於中團位置等待時機，於最後彎道進入直路時逐步加速並沿着內欄進擊，但仍然不敵多瑙河取得第二。
夏季前往米子錦標作為挑戰，然而於直路上未有任何反應以第十五大敗。
7月22日出戰中京紀念，比賽途中一直維持於第五的有利位置推進，但於直路上復仇神劍超越，最終以1 1/2馬位落敗得第二。
進入秋季後以天鵝錦標作為目標，但於直路上再度未能順利加速，最終僅跑獲第六的戰績。
年末出戰朝日挑戰盃，比賽初段維持於第四左右的位置，於通過彎道後放慢節奏墮後至第九等待時機。進入直路後，其重新在中檔位置衝出迫近前方對手，最終成功在混戰之中透出，以頸位優勢取得勝利。

### 6歲
2013年第三度以京都金盃作為首戰，但僅跑獲第六，3月於中日1新聞盃更以第十六大敗。
賽後，陣營決定安排退役，並與3月21日取消日本中央競馬會的賽駒註冊。

### 詳細賽績
| 日期       | 舉辦國家 | 馬場 | 距離   | 級別 | 賽事名稱       | 負重 | 騎師       | 馬號 | 出馬 | 名次 | 時間   | 頭馬（二馬）          |
| ---------- | -------- | ---- | ------ | ---- | -------------- | ---- | ---------- | ---- | ---- | ---- | ------ | --------------------- |
| 22/11/2009 | 日本     | 京都 | 草1400 |      | 2歲新馬        | 54   | 佐藤哲三   | 12   | 18   | 2    | 1:22.2 | Air Lafon             |
| 6/12/2009  | 日本     | 阪神 | 草1400 |      | 2歲未勝利      | 54   | 佐藤哲三   | 17   | 18   | 3    | 1:23.3 | V Conan               |
| 14/2/2010  | 日本     | 京都 | 草1600 |      | 3歲未勝利      | 54   | 小牧太     | 13   | 16   | 1    | 1:35.7 | （Tagano Thumbs Up）  |
| 6/3/2010   | 日本     | 阪神 | 草1600 | GIII | 鬱金香賞       | 54   | 木村健     | 12   | 16   | 1    | 1:36.1 | （夏威夷鳥）          |
| 11/4/2010  | 日本     | 阪神 | 草1600 | GI   | 櫻花賞         | 55   | 佐藤哲三   | 1    | 18   | 4    | 1:33.5 | 夏威夷鳥              |
| 23/5/2010  | 日本     | 東京 | 草2400 | GI   | 優駿牝馬       | 55   | 內田博幸   | 4    | 18   | 17   | 2:33.0 | 夏威夷鳥 法國酒城[a]  |
| 15/8/2010  | 日本     | 札幌 | 草1800 | GIII | 皇后錦標       | 52   | 四位洋文   | 1    | 14   | 5    | 1:47.9 | 杏仁佳釀              |
| 17/10/2010 | 日本     | 京都 | 草2000 | GI   | 秋華賞         | 55   | 四位洋文   | 3    | 18   | 16   | 1:59.6 | 夏威夷鳥              |
| 4/12/2010  | 日本     | 阪神 | 草1800 | GIII | 鳴尾紀念       | 53   | 濱中俊     | 2    | 12   | 5    | 1:45.6 | 統治地位              |
| 5/1/2011   | 日本     | 京都 | 草1600 | GIII | 京都金盃       | 53   | 濱中俊     | 11   | 16   | 9    | 1:34.7 | 國際高球              |
| 30/1/2011  | 日本     | 京都 | 草1600 | GIII | 京都牝馬錦標   | 53   | 濱中俊     | 5    | 16   | 1    | 1:33.7 | （Hikaru Amaranthus） |
| 17/4/2011  | 日本     | 阪神 | 草1600 | GII  | 讀賣盃         | 55   | 濱中俊     | 6    | 18   | 14   | 1:33.9 | 國際高球              |
| 15/5/2011  | 日本     | 東京 | 草1600 | GI   | 維多利亞一哩賽 | 55   | 濱中俊     | 9    | 17   | 13   | 1:33.3 | 夏威夷鳥              |
| 14/8/2011  | 日本     | 札幌 | 草1800 | GIII | 皇后錦標       | 55   | 岩田康誠   | 11   | 14   | 5    | 1:46.8 | Aventura              |
| 2/10/2011  | 日本     | 阪神 | 草1600 | OP   | 港灣人工島錦標 | 53   | 岩田康誠   | 7    | 15   | 1    | 1:34.4 | （Lord Balius）       |
| 30/10/2011 | 日本     | 京都 | 草1800 | OP   | 仙后座錦標     | 54   | 小牧太     | 3    | 18   | 3    | 1:46.5 | 大和飛鷹              |
| 5/1/2012   | 日本     | 京都 | 草1600 | GIII | 京都金盃       | 54   | 小牧太     | 9    | 16   | 4    | 1:33.2 | 欣喜之淚              |
| 29/1/2012  | 日本     | 京都 | 草1600 | GIII | 京都牝馬錦標   | 54   | 小牧太     | 4    | 16   | 2    | 1:34.0 | 多瑙河                |
| 23/6/2012  | 日本     | 阪神 | 草1600 | OP   | 米子錦標       | 54   | 小牧太     | 2    | 18   | 15   | 1:35.0 | 復仇神劍              |
| 22/7/2012  | 日本     | 中京 | 草1600 | GIII | 中京紀念       | 54   | 小牧太     | 16   | 16   | 2    | 1:35.3 | 復仇神劍              |
| 27/10/2012 | 日本     | 京都 | 草1400 | GII  | 天鵝錦標       | 54   | 小牧太     | 11   | 16   | 6    | 1:20.8 | 大賽波士              |
| 8/12/2012  | 日本     | 阪神 | 草1800 | GIII | 朝日挑戰盃     | 54   | 秋山真一郎 | 9    | 17   | 1    | 1:46.6 | （Admire Taishi）     |
| 5/12/2013  | 日本     | 京都 | 草1600 | GIII | 京都金盃       | 55   | 秋山真一郎 | 2    | 16   | 6    | 1:34.3 | 碧海銀鯊              |
| 9/3/2013   | 日本     | 中京 | 草2000 | GIII | 中日新聞盃     | 55   | 秋山真一郎 | 16   | 18   | 16   | 2:01.5 | Satono Apollo         |

a 此兩駒為平頭冠軍

## 退役後
退役後，昇龍明月成為了繁殖雌馬，於北海道苫小牧市北部牧場空港分場休養，在2013年進行配種但為死胎，2014年則受胎失敗。首匹子嗣邁步前行在2016年出生，可於2018年出賽。2021年1月17日，邁步前行在日經新春盃取勝，成為首匹勝出分級賽的子嗣。

### 主要子嗣

#### 分級賽優勝子嗣
2016年生
- 邁步前行（日經新春盃）

### 詳細繁殖資料
| 數目   | 馬名         | 出生年 | 性別 | 父系     | 練馬師           | 馬主             | 戰績                            |
| ------ | ------------ | ------ | ---- | -------- | ---------------- | ---------------- | ------------------------------- |
|        | （死胎）     |        |      | 野田尚城 |                  |                  |                                 |
|        | （受胎失敗） |        |      | 黃金巨匠 |                  |                  |                                 |
| 第一匹 | 邁步前行     | 2016   | 雄   | 黃金巨匠 | 栗東・佐佐木晶三 | 上田亙 →上田芳枝 | 17戰4冠3亞3季（退役） 分級賽1勝 |
| 第二匹 | Shoryu Haru  | 2017年 | 雌   | 一路通   | 栗東・佐佐木晶三 | 上田亙 →上田芳枝 | 10戰3冠0亞1季（退役・繁殖）     |
| 第三匹 | Shoryu Reve  | 2018年 | 雄   | 覓奇島   | 栗東・佐佐木晶三 | 上田芳枝         | 12戰3冠1亞0季（退役）           |
| 第四匹 | Danon Sophia | 2019年 | 雌   | 北部玄駒 | 栗東・佐佐木晶三 | Danox Co Ltd     | 18戰2冠2亞4季（退役）           |
|        | （流產）     |        |      | 覓奇島   |                  |                  |                                 |
| 第五匹 | Danon Alm    | 2021年 | 雌   | 覓奇島   | 栗東・佐佐木晶三 | Danox Co Ltd     | 12戰0冠2亞2季（現役）           |
| 第六匹 | Shoryu Ciel  | 2022年 | 雌   | 神威啟示 | 栗東・佐佐木晶三 | 上田芳枝         | 4戰0冠0亞0季（現役）            |
| 第七匹 | 昇龍明月2023 | 2023年 | 雄   | 野田賢君 |                  |                  | （出賽前）                      |
| 第八匹 | 昇龍明月2024 | 2024   | 雄   | 戰舞者   |                  |                  | （出賽前）                      |
|        | （未配種）   |        |      |          |                  |                  |                                 |

## 血統簡介
父系夏威夷王爲日本賽駒，生涯戰績極爲優秀，僅得一戰未能獲勝，曾勝出一級賽NHK一哩賽及東京優駿（日本打吡），爲日本史上首匹贏得變則二冠的賽駒。祖父金滿寶爲美國生產的法國賽駒，曾三勝一級賽，亦爲近代著名種馬之一。
母系Moon the Dream為日本賽駒，生涯六戰全敗。外祖父夜舞爲日本賽駒，生涯戰績優秀，曾勝出一級賽菊花賞。

### 血統表
| 父線：金滿寶系（淘金者系）               |                               |                |                |
| 種馬 夏威夷王 2001年（棗色）             | 金滿寶 1990年（棗色）         | 淘金者         | Raise a Native |
| 種馬 夏威夷王 2001年（棗色）             | 金滿寶 1990年（棗色）         | 淘金者         | Gold Digger    |
| 種馬 夏威夷王 2001年（棗色）             | 金滿寶 1990年（棗色）         | Miesque        | 雷利耶夫       |
| 種馬 夏威夷王 2001年（棗色）             | 金滿寶 1990年（棗色）         | Miesque        | Pasadoble      |
| 種馬 夏威夷王 2001年（棗色）             | Manfath 1991年（深棗色）      | 最後大官       | Try My Best    |
| 種馬 夏威夷王 2001年（棗色）             | Manfath 1991年（深棗色）      | 最後大官       | Mill Princess  |
| 種馬 夏威夷王 2001年（棗色）             | Manfath 1991年（深棗色）      | Pilot Bird     | Blakeney       |
| 種馬 夏威夷王 2001年（棗色）             | Manfath 1991年（深棗色）      | Pilot Bird     | The Dancer     |
| 繁殖雌馬 Moon the Dream 2002年（深棗色） | 夜舞 1993年（棗色）           | 週日寧靜       | Halo           |
| 繁殖雌馬 Moon the Dream 2002年（深棗色） | 夜舞 1993年（棗色）           | 週日寧靜       | Wishing Well   |
| 繁殖雌馬 Moon the Dream 2002年（深棗色） | 夜舞 1993年（棗色）           | Dancing Key    | 尼真斯基       |
| 繁殖雌馬 Moon the Dream 2002年（深棗色） | 夜舞 1993年（棗色）           | Dancing Key    | Key Partner    |
| 繁殖雌馬 Moon the Dream 2002年（深棗色） | Miyoshi Cherry 1989年（棗色） | Mendez         | Bellypha       |
| 繁殖雌馬 Moon the Dream 2002年（深棗色） | Miyoshi Cherry 1989年（棗色） | Mendez         | Miss Carnia    |
| 繁殖雌馬 Moon the Dream 2002年（深棗色） | Miyoshi Cherry 1989年（棗色） | Mizuno Komachi | Fidalgo        |
| 繁殖雌馬 Moon the Dream 2002年（深棗色） | Miyoshi Cherry 1989年（棗色） | Mizuno Komachi | Rheinland      |
| 雌系：號族：12                           |                               |                |                |
| 五代內近親交配：北地舞人 5×5×5           |                               |                |                |

## 命名由來
名字中，Shoryu（ショウリュウ）為馬主上田亙冠名，來源不明，有一說是日語中「昇龍」之音讀，Moon（ムーン）即是月亮，繼承之母系Moon the Dream之名字，澳門採用「明月」作為翻譯。

## 外部連結
- 昇龍明月 netkeiba.com （页面存档备份，存于）
- 外部連結 （页面存档备份，存于）